# Gypsy (Virginia Occidental)
Gypsy es un lugar designado por el censo (en inglés, census-designated place, CDP) situado en el condado de Harrison, Virginia Occidental, Estados Unidos. Según el censo de 2020, tiene una población de 197 habitantes.

## Geografía
La localidad está ubicada en las coordenadas 39°21′53″N 80°18′25″O / 39.36472, -80.30694. Según la Oficina del Censo, tiene una superficie de 2.01 km², correspondientes en su totalidad a tierra firme.

## Demografía
Según el censo de 2020, hay 197 personas residiendo en la localidad. La densidad de población es de 100 hab./km². El 97.97% de los habitantes son blancos y el 2.03% son de una mezcla de razas. Del total de la población, el 1.52% son hispanos o latinos de cualquier raza.